# Geostachys erectifrons
Geostachys erectifrons är en enhjärtbladig växtart som beskrevs av K.H.Lau, C.K.Lim och Mat-salleh. Geostachys erectifrons ingår i släktet Geostachys och familjen Zingiberaceae. Inga underarter finns listade i Catalogue of Life.